# 福州之战 (1656年—1657年)
福州之战是指1656年—1657年南明延平王郑成功率领的明郑军队与清朝军队在福建省福州府一带发生的战争。
1655年（南明永历九年，清顺治十二年），清廷命郑亲王世子济度为定远大将军，增派3万清兵入闽，企图以兵压迫郑成功投降。1656年（南明永历十年，清顺治十三年）六月，郑军镇将黄梧献海澄城降清；海澄是明郑的后方重地，囤积大量军器、衣甲与粮食。七月（1656年8月20日—9月17日），郑成功见济度及总督、提督皆驻漳州，福州兵力空虚，遂密令提督甘辉率左戎旗等15镇兵力突袭福州。
七月十八日，甘辉率军进入闽江口，攻下闽安镇，继而分路围攻福州城。水军溯江而上，扎营于福州城外的南台；陆军越鼓岭，逼近城东北，整顿攻城器具。福州守军兵力薄弱，巡抚宜永贵一方面急派人驰告济度救援，一方面亲自督军守城，闭门不出。济度紧急调军北援，并命提督马得功率兵袭击铜山（今东山岛），以牵制郑军。甘辉得知清援将至，而福州城坚难下，于二十七日退守马尾罗星塔（当时其所在地为闽江中的岛屿）和闽安镇。清军乘郑军撤围之际追击，却被左戎旗镇左协黄安等击退。
八月，济度率军抵达福州。郑成功担心甘辉冒然出战，闽安难保，遂亲自出征。十八日，郑成功率右戎旗镇等部北上，九月初三抵达闽安，沿江巡视至闽清，勘察地势后，命工匠于闽安、罗星塔筑土城，由前提督万礼、左戎旗林胜分别驻守，扼控福州门户；又命右戎旗中协裴德率水师守乌龙江肖家渡，切断清军交通线。郑成功率其余各镇驻扎于壶江、定海、凤埔等地，并命左冲镇洪善、右冲镇杨朝栋攻取连江县城，洪善留守。
十月，郑军舟师开至三都澳，分兵就近筹粮。十二月，郑成功亲率部队进取罗源、宁德。郑军自梅溪登陆，越飞鸾岭、白鹤岭，围攻罗源。济度即命梅勒章京阿格商、巴都、柯如良三人率满洲步骑数千驰援。郑成功遂引军转向宁德，清军紧随追击。郑成功命甘辉断后，设计诱敌。二十九日（1657年2月11日），郑军迅速推进，阿格商贸然追击，至护国岭，甘辉命左先锋周全斌伏于左翼，援剿后镇陈魁伏于右翼，自率一部迎敌。阿格商指挥部队射箭进攻，甘辉奋力抵抗，郑军稍有伤亡。待清军陷入狭道，骑兵不便，甘辉诱敌三次，阿格商也追击三次，力竭后遭伏击。陈魁力战阿格商，虽身中二箭一刀，幸得陈蟒赶到，斩杀阿格商，救回陈魁。清军见主将被杀，急忙撤退，甘辉率军追击，大量清军未及上马便被歼灭，巴都、柯如良亦被斩。清军残部欲夺尸，恰逢郑军右提督马信率军回援，与甘辉合力追杀，清军仅余数百骑逃回福州。济度因损兵折将无所斩获，于次年正月撤离福建，返京复命。
1657年（南明永历十一年，清顺治十四年）三月，郑成功率军北上，至镇下门（今闽浙交界）因风滞留，适闻其叔郑鸿逵病逝，担忧后方不稳，遂回师厦门。七月，郑成功再度北征，中旬抵闽江口，入闽安巡视，任命五军戎政王秀奇为总制，前提督黄廷守闽安，护卫前镇陈斌守罗星塔，护卫中镇为水师，协防援应，同时抽调精锐北征，以副锋兵替换留守。调整部署后，郑成功继续北进，不久攻下浙江台州、黄岩、仙居、天台等地。
闽浙总督李率泰见郑军主力北上，闽安、罗星塔守军多为老弱副锋，便调集数万民夫自鼓山下开道通闽安，准备进攻。八月十四日，清军水陆并进，进攻闽安、罗星塔。陆路由固山额真郎赛率铁兵攻闽安；水路由固山额真土赖率漳泉哨船围罗星塔。清军以炮火轰击闽安寨城四昼夜，城防尽毁，前提督左镇余程以下全军覆没；罗星塔也被围无援，镇将陈斌等数百人被俘遇害。郑成功得知战况，认为闽安布防失当，遂于八月十八日命中提督甘辉及左、右戎旗镇等精锐部队日夜兼程南援，自己亦由台州回师。二十一日（1657年9月28日），郑军抵达琅岐岛，但闽安、罗星塔已陷。郑成功遂留协理五军陈尧策统率护卫中、护卫右两镇水师防守琅岐，其余部队回厦门整顿。